# Квартира 7А
«Квартира 7А» (англ. Apartment 7A) — американський психологічний фільм жахів 2024 року, знятий режисеркою Наталі Ерікою Джеймс за сценарієм, який вона написала разом з Крістіаном Вайтом і Скайлар Джеймс. Фільм є приквелом до горору «Дитина Розмарі» 1968 року. Головні ролі зіграли Джулія Гарнер, Даян Віст, Джим Стерджес і Кевін Макнеллі.
Прем'єра «Квартири 7А» відбулася на фестивалі Fantastic Fest 20 вересня 2024 року, а потім була випущена одночасно на Paramount+ і на цифровому відео за запитом 27 вересня. Фільм отримав неоднозначні відгуки критиків, які хвалили атмосферу та акторську гру, але критикували сценарій.

## Синопсис
Амбітна молода танцюристка Террі Джіоноффріо мріє про славу та багатство в Нью-Йорку. Але, після жахливої травми, літня заможна пара приймає її у свою квартиру у розкішному житловому будинку Бремфорд. Коли співмешканець і впливовий бродвейський продюсер пропонує жінці ще один шанс на славу, здається, що всі її мрії нарешті реалізуються. Однак після вечора, який вона не може повністю пригадати, тривожні обставини незабаром змушують її здогадатися про жертви, на які вона готова піти заради своєї кар'єри. Незабаром Террі розуміє, що щось лихе живе не тільки в квартирі 7А, а й у самому Бремфорді.

## Актори
| Актор               | Роль                                                                         |
| ------------------- | ---------------------------------------------------------------------------- |
| Джулія Гарнер       | Террі Джіоноффріо (амбітної танцівниці, яка переїжджає в квартиру Бремфорда) |
| Даян Віст           | Мінні Кастевет (допитлива сусідка Террі)                                     |
| Джим Стерджес       | Алан Марчанд (бродвейський продюсер, який залучає Террі до свого шоу)        |
| Кевін Макнеллі      | Роман Кастевет (чоловік Мінні)                                               |
| Марлі Сіу           | Енні Люн (подруга Террі)                                                     |
| Ендрю Б’юкан        | Лео Воттс (бродвейський режисер)                                             |
| Розі Мак’юен        | Віра Кларк (суперниця Террі й танцівниця)                                    |
| Тіна Грей           | місіс Гарденія (сусідка Террі та судді штату Нью-Йорк)                       |
| Патрік Лістер       | доктор Сапірштейн (сусід Террі й акушер)                                     |
| Кобна Голдбрук-Сміт | Бі Джей (менеджер театру)                                                    |
| Патриція Джонс      | сестра Клер (черниця)                                                        |